# 大竹蛏
是帘蛤目竹蛏科竹蛏属的一种。主要分布于中国大陆、南海、韩国、台湾，常栖息在潮间带中、下区和浅海泥沙滩海底，栖息深度大约30－40厘米。